# Ooencyrtus cybele
Ooencyrtus cybele är en stekelart som beskrevs av Huang och John S. Noyes 1994. Ooencyrtus cybele ingår i släktet Ooencyrtus och familjen sköldlussteklar.
Artens utbredningsområde är Papua Nya Guinea. Inga underarter finns listade i Catalogue of Life.